# Complejidad irreducible
La complejidad irreducible es un argumento de los partidarios del diseño inteligente que sostiene que ciertos sistemas biológicos son demasiado complejos para haber evolucionado a partir de predecesores más simples, o «menos completos», a través de la selección natural actuando sobre una serie de mutaciones beneficiosas de naturaleza azarosa y natural. El argumento es central en el diseño inteligente y es ampliamente rechazado por la comunidad científica, la cual considera al diseño inteligente unánimemente como una pseudociencia. La complejidad irreducible es uno de los dos principales argumentos usados por los defensores del diseño inteligente, mientras que el otro es la complejidad específica.
Michael Behe, el creador del término «complejidad irreducible» («irreducible complexity»), define un sistema de complejidad irreducible como uno «compuesto de varias partes que interactúan en conjunto para contribuir a su función básica, tal que la eliminación de una parte cualquiera causa la ineficacia de todo el mecanismo». Biólogos evolucionistas han demostrado cómo tales sistemas pudieron haber evolucionado, y describen la afirmación de Behe como un argumentum ad ignorantiam. En el Caso Kitzmiller contra el Distrito Escolar de Dover de 2005, Behe dio su testimonio sobre el tema de la complejidad irreducible. La corte encontró que «la afirmación sobre la complejidad irreducible del profesor Behe ha sido refutada en artículos de revisión por pares y ha sido ampliamente rechazada por la comunidad científica».
La complejidad irreducible es en su núcleo un argumento contra la evolución. Si fuesen encontrados auténticos sistemas irreducibles, el argumento funciona y entonces el diseño inteligente debe ser una correcta explicación de sus existencias. Sin embargo, esta conclusión está basada en el supuesto de que la actual teoría evolutiva y el diseño inteligente son los dos únicos modelos válidos para explicar la vida, es decir, presenta un falso dilema. También se le ha criticado de utilizar un argumento ad ignorantiam en favor del Dios de los vacíos.

## Definición
Michael Behe, creador del concepto, define un sistema irreducible como «un sistema individual compuesto de varias partes bien coordinadas que interaccionan para desempeñar la función básica de este, de modo que si se eliminara cualquiera de esas partes dejaría de funcionar por completo».
En otras palabras, un sistema irreducible es el nivel más sencillo en el que puede funcionar ese sistema. El argumento busca demostrar que los seres vivos debieron de haber sido manipulados a lo largo de su evolución para que su funcionamiento fuese el correcto, apoyándose en que desde una bacteria hasta un ser humano tienen partes en su organismo cuya eliminación evita que este pueda funcionar.
El ejemplo primordial de este argumento es el del flagelo bacteriano y el cómo, al ser esta una de las estructuras más simples, muestra ciertos indicios de ser parte de un diseño inteligente ya que la estructura química de este depende exclusivamente de sus proteínas en su estructura molecular. En su libro La caja negra de Darwin, Michael Behe analiza seis ejemplos de supuestos sistemas de complejidad irreducible: el cilio y el flagelo bacteriano, el sistema de coagulación de la sangre, el sistema de transporte de materiales dentro de la célula, el sistema inmunológico en el nivel celular, el sistema de construcción de proteínas dentro de la célula y el ojo.

## Historia
El argumento de la complejidad irreducible es un descendiente del argumento teleológico. Esto indica que debido a que ciertas cosas en la naturaleza parecen muy complicadas, deben haber sido diseñadas. William Paley argumentó, en su analogía de relojero, que la complejidad en la naturaleza implica un Dios por la misma razón que la existencia de un reloj implica la existencia de un relojero. El usó el ejemplo del ojo humano como evidencia de un mecanismo complejo diseñado.
El concepto de Behe se desarrolló alrededor de 1992, en los primeros días de la Estrategia Wedge. Sus ideas fueron presentadas en junio de 1993, y fueron plasmadas en el libro de nivel escolar Of Pandas and People, donde se revisó exclusivamente el capítulo 6, que hablaba de la coagulación y el origen de las proteínas.
La primera vez que usó el término «complejidad irreducible» fue en su libro La Caja Negra de Darwin (1996), para referirse a ciertos complejos bioquímicos de las células. Sostiene que la ciencia no puede explicar el desarrollo de algunos sistemas de complejidad irreducible. Behe le da el crédito de dicha idea al filósofo William Paley y sugiere que la aplicación de sus conceptos a los sistemas biológicos es completamente original.

Existe cierta asimetría entre mi actual definición de complejidad irreducible y el objetivo de la selección natural. Espero reparar este problema en el futuro
Michael Behe, 2001

## Presuntos ejemplos
Behe y otros han sugerido una serie de características biológicas que creían que eran irreductiblemente complejas.

### Coagulación
El sistema de coagulación en los vertebrados es un complejo sistema biológico, que de acuerdo a Behe es un caso de complejidad irreducible. Sin embargo, la comunidad científica argumenta que «cualquier sistema no necesariamente necesita tener la misma función que el sistema ancestral del cual evolucionó»; por ejemplo las aletas de los delfines tienen una función distinta a las patas de los mamíferos terrestres. Francis Collins, líder del "Proyecto Genoma Humano", ha argumentado que la duplicación de genes puede explicar el sistema de coagulación.
El proceso de coagulación sanguínea o cascada de coagulación en vertebrados es una vía biológica compleja que se da como ejemplo de aparente complejidad irreductible. 
El argumento de la complejidad irreducible asume que las partes necesarias de un sistema siempre han sido necesarias y, por lo tanto, no podrían haberse agregado secuencialmente. Sin embargo, en la evolución, algo que al principio es meramente ventajoso puede volverse necesario más tarde. La selección natural puede llevar a la construcción de sistemas bioquímicos complejos a partir de sistemas más simples, oa la recombinación de sistemas funcionales existentes como un nuevo sistema con una función diferente. Por ejemplo, más tarde se descubrió que uno de los factores de coagulación que Behe enumeró como parte de la cascada de coagulación ( Factor XII , también llamado factor de Hageman) estaba ausente en las ballenas, lo que demuestra que no es esencial para un sistema de coagulación. Muchas estructuras supuestamente irreductibles se pueden encontrar en otros organismos como sistemas mucho más simples que utilizan menos partes. Estos sistemas, a su vez, pueden haber tenido precursores aún más simples que ahora están extintos. Behe ha respondido a los críticos de sus argumentos de la cascada de la coagulación sugiriendo que la homología es evidencia de la evolución, pero no de la selección natural. 
El "argumento de la improbabilidad" también tergiversa la selección natural. Es correcto decir que un conjunto de mutaciones simultáneas que forman una estructura proteica compleja es tan improbable que resulta inviable, pero eso no es lo que defendía Darwin. Su explicación se basa en pequeños cambios acumulados que se producen sin un objetivo final. Cada paso debe ser ventajoso por derecho propio, aunque es posible que los biólogos aún no entiendan la razón detrás de todos ellos; por ejemplo, los peces sin mandíbula logran la coagulación de la sangre con solo seis proteínas en lugar de las diez completas. 

### Flagelo
El flagelo de ciertas bacterias constituye un motor molecular que requiere la interacción de alrededor de 40 proteínas diferentes. Behe lo presentó como su primer ejemplo de una estructura de complejidad irreducible definida como «un sistema único compuesto de varias partes que interactúan en conjunto para contribuir a su función básica, tal que la remoción de una parte cualquiera causa la ineficacia de todo el mecanismo» y sostuvo que debido a que «un sistema de complejidad irreducible que pierde una parte por definición es disfuncional», no podría haber evolucionado gradualmente mediante la selección natural.
Los científicos consideran que este argumento ha sido refutado a la luz de investigaciones que datan de 1996 y de descubrimientos más recientes.
Señalan que se ha descubierto que el cuerpo basal del flagelo es similar al sistema de secreción tipo III (SSTT), una estructura con forma de aguja que gérmenes patógenos como la Salmonella y la Yersinia pestis usan para inyectar toxinas a células eucariótida vivas. La base de la aguja tiene diez elementos en común con el flagelo, pero le faltan cuarenta de las proteínas que hacen funcionar al flagelo, es decir, el SSTT niega la afirmación de Behe que quitándole una parte cualquiera impedirá que el sistema funcione. Sobre esta base, Kenneth Miller menciona que "las partes de este supuesto sistema de complejidad irreducible poseen sus propias funciones".
Dembski ha argumentado que el SSTT se encuentra filogénicamente en un reducido rango de bacterias, mientras que el flagelo está extendido por muchos grupos bacterianos, lo que le hace pensar que el SSTT es una innovación anterior al flagelo.
Contrario al argumento de Dembski, distintos flagelos usan mecanismos completamente diferentes y ciertas publicaciones muestran un camino plausible mediante el cual el flagelo bacteriano pudo evolucionar a partir de un sistema de secreción.
Estudios más a fondo han mostrado que, contrario a la hipótesis de la complejidad irreducible, el flagelo y mecanismos de transporte proteínico relacionados muestran la evidencia de la evolución a través de procesos darwinianos, aportando estudios de casos en los que sistemas complejos pueden evolucionar a partir de componentes más simples. Kenneth Miller mostró que los flagelos bacterianos es una variación de un sistema cuya función principal no está asociada con el desplazamiento a través del espacio, sino más bien atacar y realizar la desintoxicación celular.

### El ojo

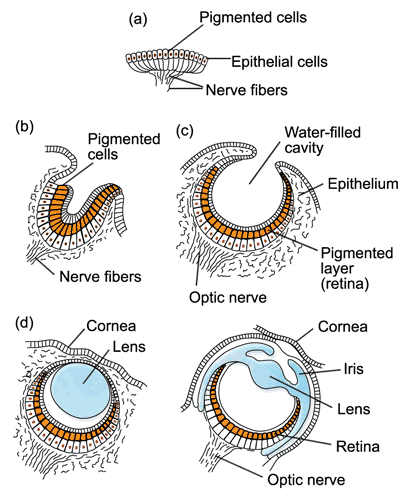
Fases en la evolución del ojo.
(a) Sitio pigmentado.
(b) Simple cúmulo de pigmentos.
(c) Una cavidad óptica encontrada en haliótidos.
(d) Ojo complejo con lente de las caracolas y los pulpos.

Para algunos el ojo es un ejemplo de un órgano extremadamente complejo y perfecto, cuya supuesta unidad funcional indivisible no pudo haberse creado por procesos naturales.
A menudo se cita un pasaje de El origen de las especies de manera tergiversada, en donde Charles Darwin parece reconocer que el desarrollo del ojo es una dificultad para su teoría.
Sin embargo, la cita en contexto muestra en realidad que Darwin poseía una gran compresión de la evolución del ojo (véase falacia de cita fuera de contexto). Menciona que «Parece absurdo de todo punto ―lo confieso abiertamente― suponer que el ojo [...] pudo haberse formado por selección natural», aunque esta observación fue meramente una prolepsis utilizada por Darwin. Luego explica que si la evolución gradual es posible «la dificultad de creer que un ojo perfecto y complejo pudo formarse por selección natural [...] difícilmente puede considerarse real». Dicho esto, procedió a trazar a grandes rasgos un plausible curso de evolución, desde organismos sin ojos hasta el ojo humano, usando para ello ejemplos de ojos gradualmente más complejos de varias especies actuales, demostrando así que la evolución gradual es viable.

Parece absurdo de todo punto ―lo confieso abiertamente― suponer que el ojo, con todas sus inimitables disposiciones para acomodar el foco a diferentes distancias, para admitir cantidad variable de luz y para la corrección de las aberraciones esférica y cromática, pudo haberse formado por selección natural. Cuando se dijo por vez primera que el Sol estaba quieto y la tierra giraba a su alrededor, el sentido común de la humanidad declaró falsa esta doctrina; pero el antiguo adagio de vox populi, vox Dei, como sabe todo filósofo, no puede admitirse en la ciencia. La razón me dice que si se puede demostrar que existen muchas gradaciones, desde un ojo sencillo e imperfecto a un ojo complejo y perfecto, siendo cada grado útil al animal que lo posea, como ocurre ciertamente; si además el ojo alguna vez varía y las variaciones son heredadas, como ocurre también ciertamente; y si estas variaciones son útiles a un animal en condiciones variables de la vida, entonces la dificultad de creer que un ojo perfecto y complejo pudo formarse por selección natural, aun cuando insuperable para nuestra imaginación, no debería considerarse como destructora de nuestra teoría. El saber cómo un nervio ha llegado a ser sensible a la luz, apenas nos concierne más que saber cómo se ha originado la vida misma, pero puedo señalar que, comoquiera que algunos de los organismos inferiores, en los cuales no pueden descubrirse nervios, son capaces de percibir la luz, no parece imposible que ciertos elementos sensitivos de su sarcoda llegasen a reunirse y desarrollarse hasta constituir nervios dotados de esta especial sensibilidad.
Charles Darwin — El origen de las especies

Los ojos de los vertebrados (izquierda) e invertebrados como el pulpo (derecha) evolucionaron independientemente: los vertebrados evolucionaron una retina invertida con un punto ciego sobre su papila óptica, mientras que los pulpos evitaron esta pequeña ceguera con una retina no invertida.

Desde los días de Darwin hasta el presente, se ha comprendido mucho mejor la ascendencia del ojo. Aunque estudiar la estructura del ojo ancestral a través de la evidencia fósil es problemático debido a que los tejidos blandos no dejan marcas o remanentes, la evidencia proveniente de la genética y la anatomía comparada ha respaldado cada vez más la idea de un ancestro común para todos los ojos.

### Movimiento del cilio
Behe citó la construcción del cilio del movimiento de los microtúbulos del axonema por el deslizamiento de la proteína dineína como un ejemplo de complejidad irreducible. Dijo además que los avances en el conocimiento en los siguientes 10 años habían demostrado que la complejidad del transporte intraflagelar para doscientos componentes del cilio y muchas otras estructuras celulares es sustancialmente mayor de lo que se sabía anteriormente. 

### Mecanismo de defensa del escarabajo bombardero
El escarabajo bombardero puede defenderse dirigiendo un chorro de líquido caliente a un atacante. El mecanismo involucra un sistema para mezclar hidroquinonas y peróxido de hidrógeno, que reaccionan violentamente para alcanzar una temperatura cercana al punto de ebullición, y en algunas especies una boquilla que permite que el rociado se dirija con precisión en cualquier dirección.
Los creacionistas y defensores del diseño inteligente han afirmado que la combinación única de características del mecanismo de defensa del escarabajo bombardero (reacciones fuertemente exotérmicas, fluidos hirviendo y liberación explosiva) son ejemplos de complejidad irreducible. Sin embargo, biólogos como el taxónomo Mark Isaak señalan que la evolución paso a paso del mecanismo podría haber ocurrido fácilmente. En particular, las quinonas son precursores de la esclerotina, utilizada para endurecer el esqueleto de muchos insectos, mientras que el peróxido es un subproducto común del metabolismo.

## Juicio de Dover
Mientras testificaba durante el juicio de Kitzmiller v. Dover Area School District en 2005 , Behe admitió que no hay documentos revisados por pares que respalden sus afirmaciones de que los sistemas moleculares complejos , como el flagelo bacteriano, la cascada de coagulación de la sangre y el sistema inmunitario, fueron inteligentemente diseñado ni hay ningún artículo revisado por pares que respalde su argumento de que ciertas estructuras moleculares complejas son "irreduciblemente complejas". 
En el fallo final de Kitzmiller v. Dover Area School District, el juez Jones destacó específicamente a Behe y la complejidad irreducible: 
- El profesor Behe admitió en "Reply to My Critics" que había un defecto en su visión de la complejidad irreducible porque, si bien pretende ser un desafío a la selección natural, en realidad no aborda "la tarea que enfrenta la selección natural". "El profesor Behe escribió que esperaba "reparar este defecto en trabajos futuros..." (Página 73)
- "Como lo reveló el testimonio de expertos, la calificación sobre lo que se entiende por 'complejidad irreducible' lo hace sin sentido como una crítica de la evolución. (3:40 (Miller). De hecho, la teoría de la evolución ofrece la exaptación como un bien reconocido, explicación bien documentada de cómo los sistemas con múltiples partes podrían haber evolucionado a través de medios naturales". (Página 74)
- "Al definir la complejidad irreducible en la forma en que lo ha hecho, el profesor Behe intenta excluir el fenómeno de la exaptación por decreto definitorio, ignorando como lo hace la abundante evidencia que refuta su argumento. En particular, la NAS ha rechazado la afirmación del profesor Behe de complejidad irreducible..." (Página 75)
- "Como la complejidad irreducible es solo un argumento negativo en contra de la evolución, es refutable y, en consecuencia, comprobable, a diferencia del diseño inteligente [DI], al mostrar que existen estructuras intermedias con funciones seleccionables que podrían haber evolucionado hacia los sistemas supuestamente irreduciblemente complejos. (2: 15-16 (Miller). Sin embargo, es importante señalar que el hecho de que el argumento negativo de la complejidad irreducible sea comprobable no hace que sea comprobable el argumento a favor del DI (2:15 (Miller); 5:39 (Pennock). Profesor Behe ha aplicado el concepto de complejidad irreducible a solo unos pocos sistemas selectos: (1) el flagelo bacteriano, (2) la cascada de coagulación de la sangre y (3) el sistema inmunitario. Contrariamente a las afirmaciones del profesor Behe con respecto a estos pocos sistemas bioquímicos entre la miríada existente en la naturaleza, sin embargo, el Dr. Miller presentó evidencia,basados en estudios revisados por pares, que de hecho no son irreductiblemente complejos". (Página 76)
- "...en el contrainterrogatorio, se le preguntó al profesor Behe sobre su afirmación de 1996 de que la ciencia nunca encontraría una explicación evolutiva para el sistema inmunitario. Se le presentaron cincuenta y ocho publicaciones revisadas por pares, nueve libros y varios capítulos de libros de texto de inmunología. acerca de la evolución del sistema inmunológico; sin embargo, simplemente insistió en que esto aún no era suficiente evidencia de evolución, y que no era "suficientemente bueno" (23:19 (Behe)". (Página 78)
- Cuantas más partes se organizan, más intrincadamente interactúan, más fuerte es nuestra confianza en el diseño. La aparición del diseño en aspectos de la biología es abrumadora. Dado que nada más que una causa inteligente ha demostrado ser capaz de producir una apariencia de diseño tan fuerte, a pesar de las afirmaciones darwinianas, la conclusión de que el diseño visto en la vida es un diseño real está racionalmente justificada. (18:90–91, 18:109–10 (Behe); 37:50 (Minnich). Como se indicó anteriormente, este argumento es simplemente una reafirmación de la conclusión de que el diseño visto en la vida es un diseño real está racionalmente justificada. (18:90–91, 18:109–10 (Behe); 37:50 (Minnich). Como se indicó anteriormente, este argumento es simplemente una reafirmación de la conclusión de que el diseño visto en la vida es un diseño real está racionalmente justificada. (18:90–91, 18:109–10 (Behe); 37:50 (Minnich). Como se indicó anteriormente, este argumento es simplemente una reafirmación delEl argumento del reverendo William Paley se aplica a nivel de celda. Minnich, Behe y Paley llegan a la misma conclusión, que los organismos complejos deben haber sido diseñados utilizando el mismo razonamiento, excepto que los profesores Behe y Minnich se niegan a identificar al diseñador, mientras que Paley infirió de la presencia del diseño que era Dios. (1:6–7 (Miller); 38:44, 57 (Minnich). El testimonio de expertos reveló que este argumento inductivo no es científico y, como lo admite el profesor Behe, nunca se puede descartar. (2:40 (Miller); 22:101 (Behe); 3:99 (Miller)". (Páginas 79–80)